# Motorówki typu S-12 Szkwał
Motorówki pościgowe Straży Granicznej typu S-12 Szkwał (kod NATO – Szkwal) - typ motorówek patrolowych zaprojektowanych przez Gdańskie Biuro Projektowo-Technologiczne Morskich Stoczni Remontowych PROREM na zamówienie Wojsk Ochrony Pogranicza pod numerem 3564/14708. Budowę prototypu powierzono Stoczni „Wisła” w Gdańsku. Gotową jednostkę wcielono do WOP w 1983 r., gdzie poddano ją długim i intensywnym testom. Z planowanych 24 jednostek zbudowano jedynie 14 sztuk różniących się drobnymi szczegółami od jednostki prototypowej, które korzystnie wpłynęły na jej wygląd. Początkowo nosiły oznaczenia WOP-K-171 do 185, następnie WOP-K-101 do 115. W 1991 r. po rozformowaniu WOP wszystkie jednostki trafiły do nowej Straży Granicznej RP.
Motorówki S-12 nie były przeznaczone do długich patroli, miały jedynie realizować akcje interwencyjne i pościgowe – stąd tak duża ich prędkość przy tak małych wymiarach. Niestety maksymalną prędkość 43 węzłów mogły rozwinąć w ślizgu tylko przy stanie morza do 3 w skali Beauforta. Przy pływaniu wypornościowym maksymalna prędkość to 10 węzłów.
Do napędu jednostek zastosowano dwa silniki wysokoprężne, czterosuwowe, doładowane (2x12 cylindrów w układzie V) M 50 F8 o mocy nominalnej 735 kW (1000 KM) przy 1700 obr./min i mocy maksymalnej 883 kW (1200 KM) przy 1850 obr./min każdy. Napędzają one poprzez przekładnie Renk AUS-28 i linie wałów 2 stałe 3-łopatowe śruby. Rozruch silnika sprężonym powietrzem 7,5-10 MPa. Zespół prądotwórczy typu ZP-37,5 produkcji Puckich Zakładów Mechanicznych.
W Straży Granicznej nosiły oznaczenia od SG-101 do 115. Ze względu na małą dzielność morską, bardzo duże zużycie paliwa przy dużych prędkościach oraz brak możliwości zabierania na pokład rozbitków czy ewentualnych przestępców jednostki te zostały odstawione do rezerwy.
5 sierpnia 1996 roku dziewięć z nich zostało przekazanych Policji Granicznej Republiki Litewskiej, a jedna (SG-104) w listopadzie została przekazana do Centralnego Ośrodka Szkolenia Straży Granicznej w Koszalinie. Pozostałe pięć zostało w 1997 roku sprzedane w ręce prywatne.

## Dane techniczne
- długość całkowita - 11,60 m
- długość konstrukcyjna - 10,50 m
- szerokość całkowita -  4,56 m
- szerokość konstrukcyjna -  4,40 m
- zanurzenie -  1,05 m
- prędkość maksymalna -  43 w (w ślizgu)
- zasięg - 306 Mm przy 9,2 w (800 obr./min)
- autonomiczność - 3 doby
- załoga - 5 osób
- uzbrojenie - rkm PKM, 1 szt.